# Piazza del Plebiscito
Piazza del Plebiscito (italijansko: [ˈpjattsa del plebiʃˈʃiːto]; neapeljsko Chiazza d''o Plebbiscito) je velik javni trg v središču Neaplja v Italiji.

## Zgodovina
Piazza, imenovana po plebiscitu 21. oktobra 1860, ki je pripeljal Neapelj v združeno Kraljevino Italijo pod Savojci, je zelo blizu Neapeljskega zaliva in je omejena s kraljevo palačo (vzhod) in cerkvijo sv. Frančiška Paolskega (zahod) s svojimi značilnimi dvojnimi kolonadami, ki se raztezata na vsako stran. Druge opažene sosednje stavbe so Palazzo Salerno in, njeno ogledalo, Prefekturns palačo (na levi strani cerkve).
V prvih letih 19. stoletja je neapeljski kralj Joachim Murat (Napoleonov svak) načrtoval trg in stavbo kot poklon cesarju. Kmalu po tem, ko je bil Napoleon končno poslan na Sveto Heleno, so bili Bourboni vrnjeni na prestol, Ferdinand I. pa je nadaljeval gradnjo, vendar je končni izdelek spremenil v cerkev, ki jo vidimo danes. Posvetil jo je svetemu Frančišku Paolskemu, ki je v 15. stoletju bival v samostanu na tem mestu. Cerkev spominja na Panteon v Rimu. Fasada je spredaj s portikom, ki sloni na šestih stebrih in dveh jonskih stebrih. V notranjosti je cerkev krožna z dvema stranskima kapelama. Kupola je visoka 53 metrov.
Leta 1963 je občinski odlok preoblikoval trg v javno parkirišče, da bi se soočil z nenadzorovanim naraščanjem avtomobilov v mestu. Trg je bil tako iznakažen (med drugim je bilo poleg parkirišča ob cestišču tudi obsežno parkirišče za avtobuse javnega prometa, proti koncu 1980-ih pa je pozdravil celo veliko dvorišče za izgradnjo hitrega tramvaja), dokler leta 1994, ob srečanju G7, trga niso prenovili, pri čemer so najprej zamenjali asfalt cestišča za kraljevo palačo s tradicionalnimi tlakovci in nato ga v celoti spremeni v cono za pešce.
Občasno trg uporabljajo za koncerte na prostem. Umetniki, ki so nastopali tukaj, so priljubljeni italijanski in neapeljski umetniki, kot sta Franco Battiato in Pino Daniele, ter mednarodne zvezde, vključno z Eltonom Johnom, Maroon 5 in Muse. Maja 2013 sta Bruce Springsteen & The E-Street Band imela koncert na tem prizorišču.

## Galerija
- Piazza del Plebiscito, pogled iz kraljeve palače v Neaplju
- Piazza del Plebiscito s kraljevo palačo
- Piazza del Plebiscito, spomenik Karlu VII. Neapeljskemu (kasneje Karlu III. Španskemu) v ospredju in kupola Gallerie Umberto I. v ozadju. Neapelj, Italija